# Cystorchis dentifera
Cystorchis dentifera är en orkidéart som beskrevs av Rudolf Schlechter. Cystorchis dentifera ingår i släktet Cystorchis, och familjen orkidéer. Inga underarter finns listade i Catalogue of Life.